# Vuelta a Colombia
La Vuelta a Colombia (it. Giro di Colombia) è una corsa a tappe maschile di ciclismo su strada che si svolge in Colombia ogni anno durante il mese di agosto. Dal 2005 al 2017 è stata inclusa nel calendario del circuito UCI America Tour come gara di classe 2.2, per poi essere reintrodotta dal 2021 nella stessa categoria.

## Storia
La prima Vuelta a Colombia prese il via nel 1951 e vide il successo di Efraín Forero, che vinse sette tappe. Attualmente la manifestazione si snoda su un percorso suddiviso in 10 tappe. 

## Albo d'oro
Aggiornato all'edizione 2025.
| Anno | Vincitore                | Secondo                 | Terzo                    |
| ---- | ------------------------ | ----------------------- | ------------------------ |
| 1951 | Efraín Forero            | Roberto Cano            | Pedro Nel                |
| 1952 | José Beyaert             | Humberto Varisco        | Pedro Nel                |
| 1953 | Ramón Hoyos Vallejo      | José Beyaert            | Héctor Mesa              |
| 1954 | Ramón Hoyos Vallejo      | Justo London            | Héctor Mesa              |
| 1955 | Ramón Hoyos Vallejo      | Honorio Rua             | Reinaldo Medina          |
| 1956 | Ramón Hoyos Vallejo      | Jorge Alfonso Luque     | Efraín Forero            |
| 1957 | José Gómez del Moral     | Efraín Forero           | Jorge Alfonso Luque      |
| 1958 | Ramón Hoyos Vallejo      | Hernán Medina           | Honorio Rua              |
| 1959 | Rubén Darío Gómez        | Hernán Medina           | Honorio Rua              |
| 1960 | Hernán Medina            | Roberto Buitrago        | Rubén Darío Gómez        |
| 1961 | Rubén Darío Gómez        | Hernán Medina           | Roberto Buitrago         |
| 1962 | Roberto Buitrago         | Martín Emilio Rodríguez | Javier Suárez            |
| 1963 | Martín Emilio Rodríguez  | Rubén Darío Gómez       | Pablo Henrique Hernández |
| 1964 | Martín Emilio Rodríguez  | Rubén Darío Gómez       | Pablo Henrique Hernández |
| 1965 | Javier Suárez            | Martín Emilio Rodríguez | Rubén Darío Gómez        |
| 1966 | Martín Emilio Rodríguez  | Javier Suárez           | Carlos Montoya           |
| 1967 | Martín Emilio Rodríguez  | Javier Suárez           | Álvaro Pachón            |
| 1968 | Pedro Julio Sánchez      | Javier Suárez           | Fulgencio Sánchez        |
| 1969 | Pablo Henrique Hernández | Martín Emilio Rodríguez | Gustavo Rincón           |
| 1970 | Rafael Antonio Niño      | Gustavo Rincón          | Miguel Samaca            |
| 1971 | Álvaro Pachón            | Miguel Samaca           | Rafael Antonio Niño      |
| 1972 | Miguel Samaca            | Carlos Campana          | Gonzalo Marín            |
| 1973 | Rafael Antonio Niño      | Miguel Samaca           | Álvaro Pachón            |
| 1974 | Miguel Samaca            | Norberto Cáceres        | Luis Hernán Díaz         |
| 1975 | Rafael Antonio Niño      | José Patrocinio Jiménez | Juan Carlos Siachoque    |
| 1976 | José Patrocinio Jiménez  | Plinio Casas            | Arturo Matamoros         |
| 1977 | Rafael Antonio Niño      | José Patrocinio Jiménez | Alfonso Flores           |
| 1978 | Rafael Antonio Niño      | Alfonso Flores          | Gonzalo Marín            |
| 1979 | Alfonso Flores           | Julio Alberto Rubiano   | José Patrocinio Jiménez  |
| 1980 | Rafael Antonio Niño      | Alfonso Flores          | José Patrocinio Jiménez  |
| 1981 | Fabio Parra              | Julio Alberto Rubiano   | Epifanio Arcila          |
| 1982 | Cristobal Pérez          | Rafael Acevedo          | Israel Corredor          |
| 1983 | Alfonso Flores           | Luis Herrera            | José Patrocinio Jiménez  |
| 1984 | Luis Herrera             | Francisco Rodríguez     | Fabio Parra              |
| 1985 | Luis Herrera             | Fabio Parra             | Manuel Ignacio Gutiérrez |
| 1986 | Luis Herrera             | Omar Hernández          | Israel Corredor          |
| 1987 | Pablo Wilches            | Luis Herrera            | Gustavo Wilches          |
| 1988 | Luis Herrera             | Álvaro Mejía            | Pablo Wilches            |
| 1989 | Oliverio Rincón          | Fabio Parra             | Reynel Montoya           |
| 1990 | Gustavo Wilches          | Héctor Patarroyo        | Francisco Rodríguez      |
| 1991 | Álvaro Sierra            | Óscar de Jesús Vargas   | Martín Farfán            |
| 1992 | Fabio Parra              | Luis Espinosa           | Luis Alberto González    |
| 1993 | Carlos Mario Jaramillo   | Edgar Ruiz              | Israel Ochoa             |
| 1994 | José Jaime González      | Álvaro Sierra           | Carlos Mario Jaramillo   |
| 1995 | José Jaime González      | Juan Diego Ramírez      | Álvaro Sierra            |
| 1996 | Miguel Ángel Sanabria    | Héctor Palacio          | Luis Alberto González    |
| 1997 | José Castelblanco        | Jair Bernal             | Héctor Palacio           |
| 1998 | José Castelblanco        | Iván Parra              | Libardo Niño             |
| 1999 | Carlos Alberto Contreras | Alexis Rojas            | Félix Cárdenas           |
| 2000 | Héctor Palacio           | Elder Herrera           | Héctor Castano           |
| 2001 | Hernán Buenahora         | Juan Diego Ramírez      | Jairo Hernández          |
| 2002 | José Castelblanco        | Elder Herrera           | Libardo Niño             |
| 2003 | Libardo Niño             | Félix Cárdenas          | Álvaro Sierra            |
| 2004 | Libardo Niño             | Jairo Hernández         | Hebert Gutiérrez         |
| 2005 | Libardo Niño             | Walter Pedraza          | Álvaro Sierra            |
| 2006 | José Castelblanco        | Daniel Rincón           | Álvaro Sierra            |
| 2007 | Santiago Botero          | Hernán Buenahora        | Israel Ochoa             |
| 2008 | Giovanny Baez            | Mauricio Ortega         | Alejandro Ramírez        |
| 2009 | José Rujano              | Freddy Montaña          | César Salazar            |
| 2010 | Sergio Henao             | Óscar Sevilla           | José Rujano              |
| 2011 | Félix Cárdenas           | Giovanny Baez           | Freddy Montaña           |
| 2012 | Félix Cárdenas           | Alejandro Ramírez       | Flober Peña              |
| 2013 | Óscar Sevilla            | Alex Cano               | Mauricio Ortega          |
| 2014 | Óscar Sevilla            | Fernando Camargo        | Julio Alexis Camacho     |
| 2015 | Óscar Sevilla            | Mauricio Ortega         | Luis Laverde             |
| 2016 | Mauricio Ortega          | Óscar Sevilla           | Alex Cano                |
| 2017 | Aristóbulo Cala          | Alex Cano               | Juan Pablo Suárez        |
| 2018 | Jonathan Caicedo         | Juan Pablo Suárez       | Óscar Sevilla            |
| 2019 | Fabio Duarte             | Salvador Moreno         | Óscar Sevilla            |
| 2020 | Diego Camargo            | Óscar Sevilla           | Juan Pablo Suárez        |
| 2021 | José Tito Hernández      | Alexander Gil           | Aristóbulo Cala          |
| 2022 | Fabio Duarte             | Hernando Bohórquez      | Julián Cardona           |
| 2023 | Miguel Ángel López       | Rodrigo Contreras       | Wilson Estiben Peña      |
| 2024 | Rodrigo Contreras        | Diego Camargo           | Wilson Estiben Peña      |
| 2025 | Rodrigo Contreras        | Diego Camargo           | Yeison Sebastian Reyes   |

## Statistiche

### Vittorie per nazione
Aggiornato all'edizione 2025.
| Pos. | Nazione   | Vittorie |
| ---- | --------- | -------- |
| 1    | Colombia  | 68       |
| 2    | Spagna    | 4        |
| 3    | Francia   | 1        |
| 3    | Ecuador   | 1        |
| 3    | Venezuela | 1        |